# Liste des sites Ramsar en Israël
Cet article recense les zones humides d'Israël concernées par la convention de Ramsar.

## Statistiques
La convention de Ramsar est entrée en vigueur en Israël le 12 mars 1997.
En janvier 2020, le pays compte 2 sites Ramsar, couvrant une superficie de 3,66 km2.

## Liste
| Site                          | District      | Notes | Date             | Superficie (km²) | Altitude (m) | Identifiant Ramsar | Identifiant WDPA | Coordonnées                       | Photo |
| ----------------------------- | ------------- | ----- | ---------------- | ---------------- | ------------ | ------------------ | ---------------- | --------------------------------- | ----- |
| Réserve naturelle d'En Afeq   | District nord |       | 12 novembre 1996 | 0,66             | 10           | 867                | 129933           | 32° 51′ 00″ nord, 35° 04′ 59″ est |       |
| Réserve naturelle de la Houla | District nord |       | 12 novembre 1996 | 3,00             | 65           | 868                | 129934           | 33° 04′ 01″ nord, 35° 34′ 59″ est |       |